# Весна. Велика вода
«Весна. Велика вода» (рос. Весна. Большая вода) — одна з численних картин російського художника Ісаака Левітана, присвячених весняному пробудженню природи.
На картині зображений момент повені, коли вода покрила прибережні області, затопивши все навколо. Вода тиха і нерухома, в ній відображаються оголені гілки дерев і високе небо з легкими хмарами. На передньому плані, у прибережжі — човен-довбанка. Колорит картини утворюється з тонких відтінків блакитного, жовтого і зеленого. Переважає блакитна гама, з якої поєднується жовтизна берега і стовбурів дерев, пожвавлюється густою зеленою плямою ялини, а також відтінками зеленого в сусідньому з нею дубі і сараях вдалині. Найбільш різноманітний блакитний колір: вода і небо повні відтінків від темно-блакитного до майже білого.
Картина дуже гармонійна і приваблива, це одна з найбільш ліричних картин Левітана. Пейзаж написаний чистими, світлими фарбами, що додають йому прозорість і крихкість, властиві  весняній природі. Картина наповнена весняної тихою радістю і спокоєм, вона сповнена оптимізму від весняного воскресіння природи.